# New Delhi Times
New Delhi Times è un film del 1986 diretto da Romesh Sharma.

## Trama
Il giornalista Vikas Pande scopre che un membro del parlamento ha assassinato un politico. Il suo editore, indagando, scopre la complicità dei politici, portando in città scontri e il tentativo di nascondere la sua storia.